# Rolling Quartz
Rolling Quartz (롤링쿼츠) est un girls band sud-coréen de rock formé en 2019. Il est composé de cinq membres : Iree, Arem, Jayoung, Yeongeun et Hyunjung.

## Formation
Le groupe Rolling Quartz a été créé en août 2019. Il s'agissait à l'origine de deux groupes séparés Rolling Girlz and Rose Quartz qui ont été fusionnés. Le lancement du groupe a été perturbé par la pandémie de Covid-19.

## Membres
- Iree : guitariste
- Arem : bassiste
- Jayoung : chanteuse
- Yeongeun : batteuse
- Hyunjung : guitariste

## Discographie
Album
- Fighting (2022)

EPs
- Blaze (2021)
- Hybrid (2022)
- Fearless	 (2023)